# Верхобродово
Верхобро́дово — деревня  Большемуртинского района Красноярского края Российской Федерации. Входит в состав Межовского сельсовета

## География
Деревня расположена в 3 километрах севернее Лакино и приблизительно в 10 километрах на юго-запад по дороге от центра района — посёлка Большая Мурта. Рядом протекает река Тигинка. 

## История
В 1854 г. деревня была отмечена в составе Еловской волости Красноярского уезда.

## Население
| 2010 |
| ---- |
| 145  |

## Транспорт
Деревня имеет автобусное сообщение с райцентром.